# 栄光のキリストと聖人たち、およびオドアルド・ファルネーゼ
『栄光のキリストと聖人たち、およびオドアルド・ファルネーゼ』（えいこうのキリストとせいじんたち、およびオドアルド・ファルネーゼ、伊: Cristo in gloria con santi e Odoardo Farnese、英: Christ in Glory with Saints and Odoardo Farnese）、または『栄光のキリストとオドアルド・ファルネーゼ、聖ペテロ、洗礼者聖ヨハネ、マグダラのマリア、聖へルメネギルド、聖エドワード』（えいこうのキリストとオドアルド・ファルネーゼ、せいペテロ、せんれいしゃせいヨハネ、マグダラのマリア、せいヘルメネギルド、せいエドワード、伊: Cristo in Gloria con i santi Pietro, Giovanni Evangelista, Maria Maddalena, Ermenegildo, Edoardo ed Odoardo Farnese、英: Christ in Glory with Odoardo Farnese and Saints Peter, John the Evangelist, Mary Magdalene, Hermenegild and Edward）は、イタリアのバロック絵画の巨匠アンニーバレ・カラッチが1598-1600年にキャンバス上に油彩で制作した絵画である。制作直後、または早い時期にカマルドリ修道会隠遁所に掛けられたが、17世紀の終わりにフェルディナンド2世・デ・メディチがフィレンツェのパラティーナ美術館に移し、現在も同美術館に所蔵されている。

## 歴史

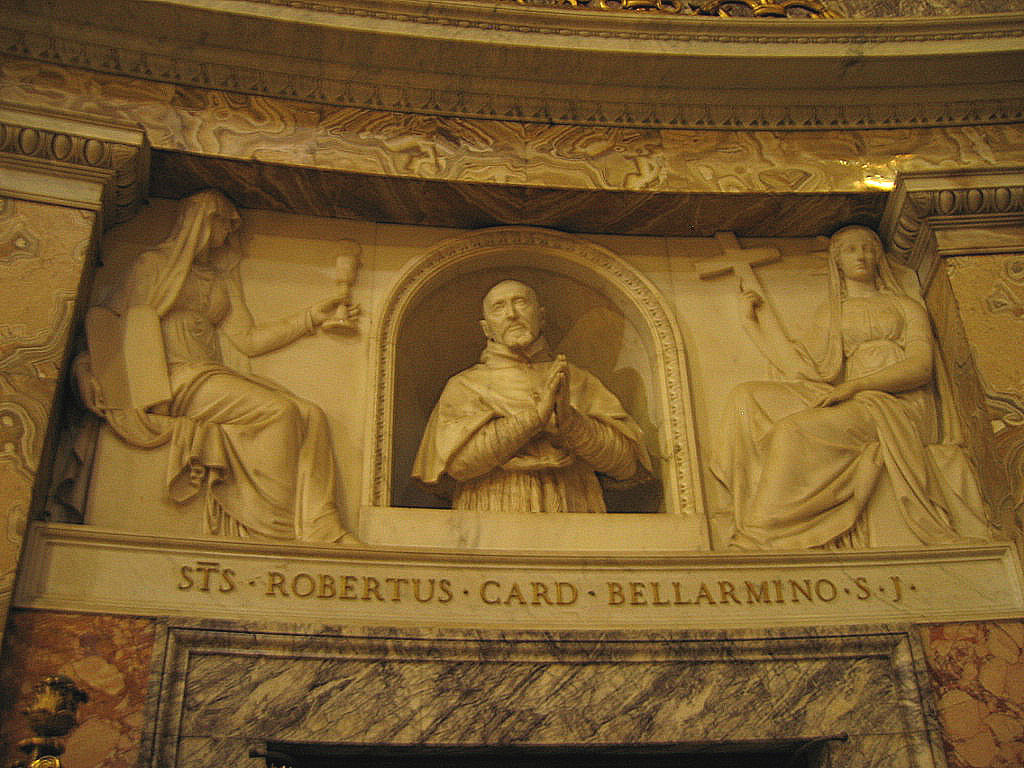
ジャン・ロレンツォ・ベルニーニ『ロベルト・ベッラルミーノ枢機卿の胸像』 (1621-1624年)、ジェズ教会、ローマ

作品は、ローマで枢機卿オドアルド・ファルネーゼのために制作された。作品の上部のための注目すべき準備素描が現在、リール宮殿美術館に所蔵されている。背景に、アンニーバレはサン・ピエトロ大聖堂の眺めを描いているが、大聖堂は当時まだ未完成で、クレメンティーナ礼拝堂 (Cappella Clementina) のドームがなく、おそらくイングランドのカトリック回帰の預言となっている。オドアルドの祈る姿勢は、ジャン・ロレンツォ・ベルニーニ『ロベルト・ベッラルミーノ枢機卿の胸像』に影響を与えたと主張されている。

## 制作年
作品の制作年は、作品の意味の解釈により非常な批判的論争の的となっている。作品は、当時、死が迫っていたが、名指しされた後継者のいなかったイングランド女王エリザベス1世の後継者としてオドアルドがイングランド王位を与えられるように行った政治的キャンペーンを表したものだと主張する研究者もいる。この王位継承は、オドアルドが母マリア・デ・ポルトゥガルを通してランカスター朝の子孫であるということにもとづいており、エドワード懺悔王 (画面右側) がオドアルドをイエス・キリストに紹介しているのはオドアルド (イタリア語でエドワード) の名前のためである。背景の中央には、四つん這いの人物がいるが、エドワード懺悔王の『聖人伝』で、彼が足萎えの人を治し、足萎えの人たちの守護聖人になったことにおそらく言及するものである。
オドアルドの父パルマ公アレッサンドロ・ファルネーゼは、スペイン王フェリペ2世の甥であった。フェリペ2世は、エドワード懺悔王同様に聖人であった王ヘルメネギルド (エドワードとは反対側の画面下部左側に描かれている) にとりわけ強い信仰を持っていた。ヘルメネギルドの存在は、ファルネーゼ家とハプスブルク家のつながりに言及するもので、エリザベス1世の異母姉メアリー1世と結婚していたフェリペ2世を通してオドアルドのイングランド王位の継承者としての権利を正当化するものであった。この説の支持者たちは、本作は1600年代初期のオドアルドの政治的キャンペーンの終焉に先立つものにちがいないとし、作品の制作年を1597-1598年とする。
別の説によれば、この作品は1600年にオドアルドが「保護者枢機卿」として任命されたことを祝うものであり、制作年は1600年、あるいはその直後ということになる。

## 設置場所

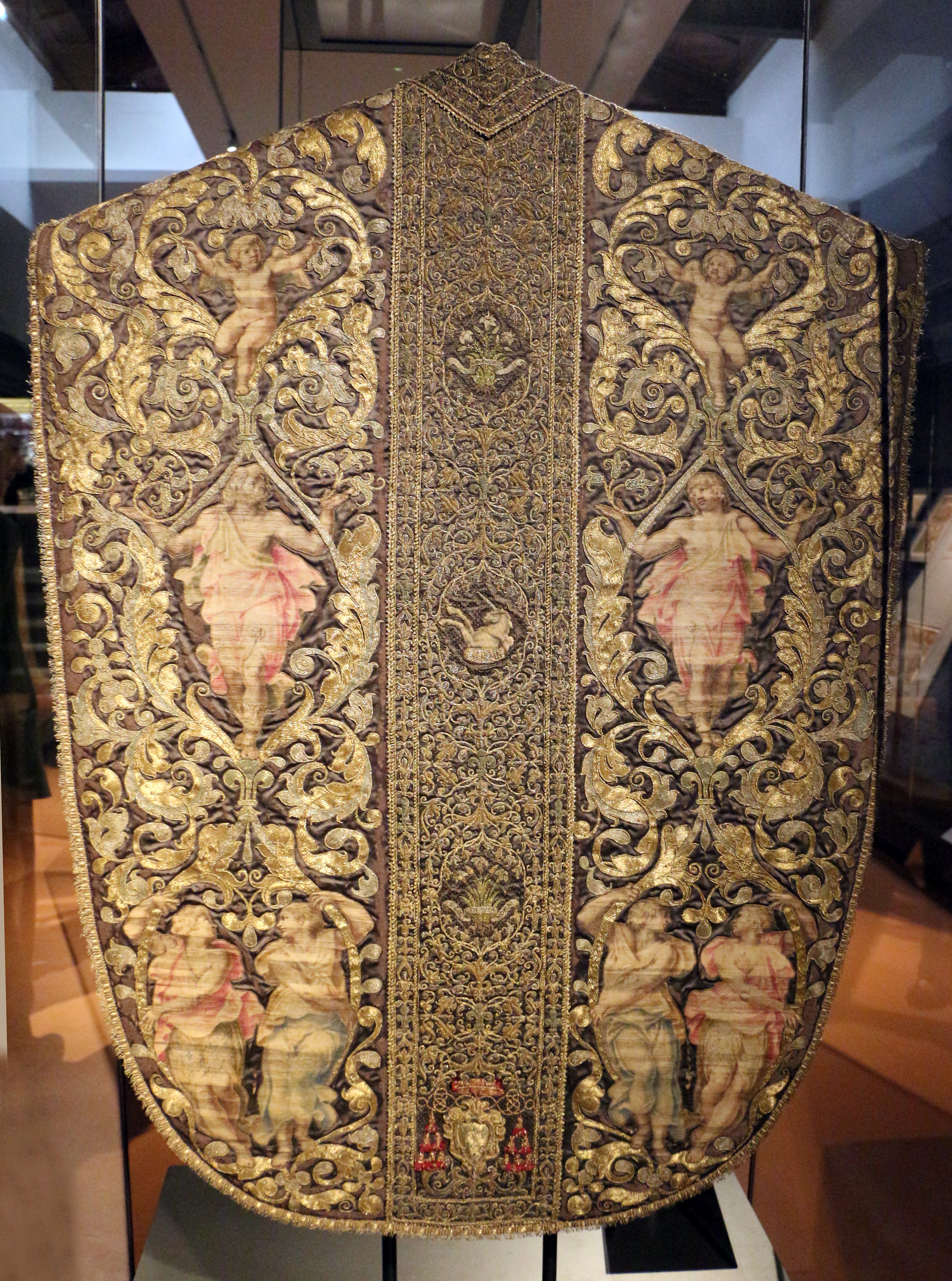
カズラ (衣服) の裏側、 大聖堂美術館、フィレンツェ

絵画が本来どの場所のために制作されたのかも、非常な議論の的となっている。ある時期に、間違いなくカマルドリ修道会隠遁所のオドアルドの礼拝堂に掛けられていたが、絵画が元来この場所のために意図されたのか、後になってこの場所に設置されたのかは不明である。
絵画がオドアルドの王位継承の野心と関連していると主張する研究者たちは、絵画は完成しばらくしてから―おそらくオドアルドのイングランド王になる希望が打ち砕かれた後、彼が絵画をいまだにローマに展示するのは不都合と感じ、絵画を隠した方がよいとみて―カマルドリ修道会隠遁所に送られたものとする。しかし、オドアルドの保護者枢機卿任命説の支持者たちは、ヘルメネギルドの左側にいるマグダラのマリアの存在から、絵画は特別にカマルドリ修道会隠遁所のファルネーゼ家礼拝堂のために委嘱されたものだと主張する。マグダラのマリアはファルネーゼ家礼拝堂の守護聖人であった。
絵画の創作は、本来カマルドリ修道会隠遁所にあったカズラ (衣服) とアンテペンディウム (ともに現在、フィレンツェの大聖堂美術館蔵) と関連しているようである。カズラもアンテペンディウムも、ファルネーゼ家の象徴であるユリとユニコーンを持ち、以前は数十年前にファルネーゼ家のために仕事をした芸術家フランチェスコ・サルヴィアーティ、またはペリーノ・デル・ヴァーガに誤って帰属されていた。アンニーバレはカズラとアンテペンディウムのための素描を制作しただけでなく、その素描を刺繍業者に与えるという通常の方法はとらず、自身で布地に描いた。カズラとアンテペンディウムの絵画との類似性と、エドワードとヘルメネギルドを描きいれていることは、カズラとアンテペンディウムがアンニーバレの手になることを、そして絵画がカマルドリ修道会隠遁所のための一つの統合された委嘱の一部であったことを確証する。

## 影響

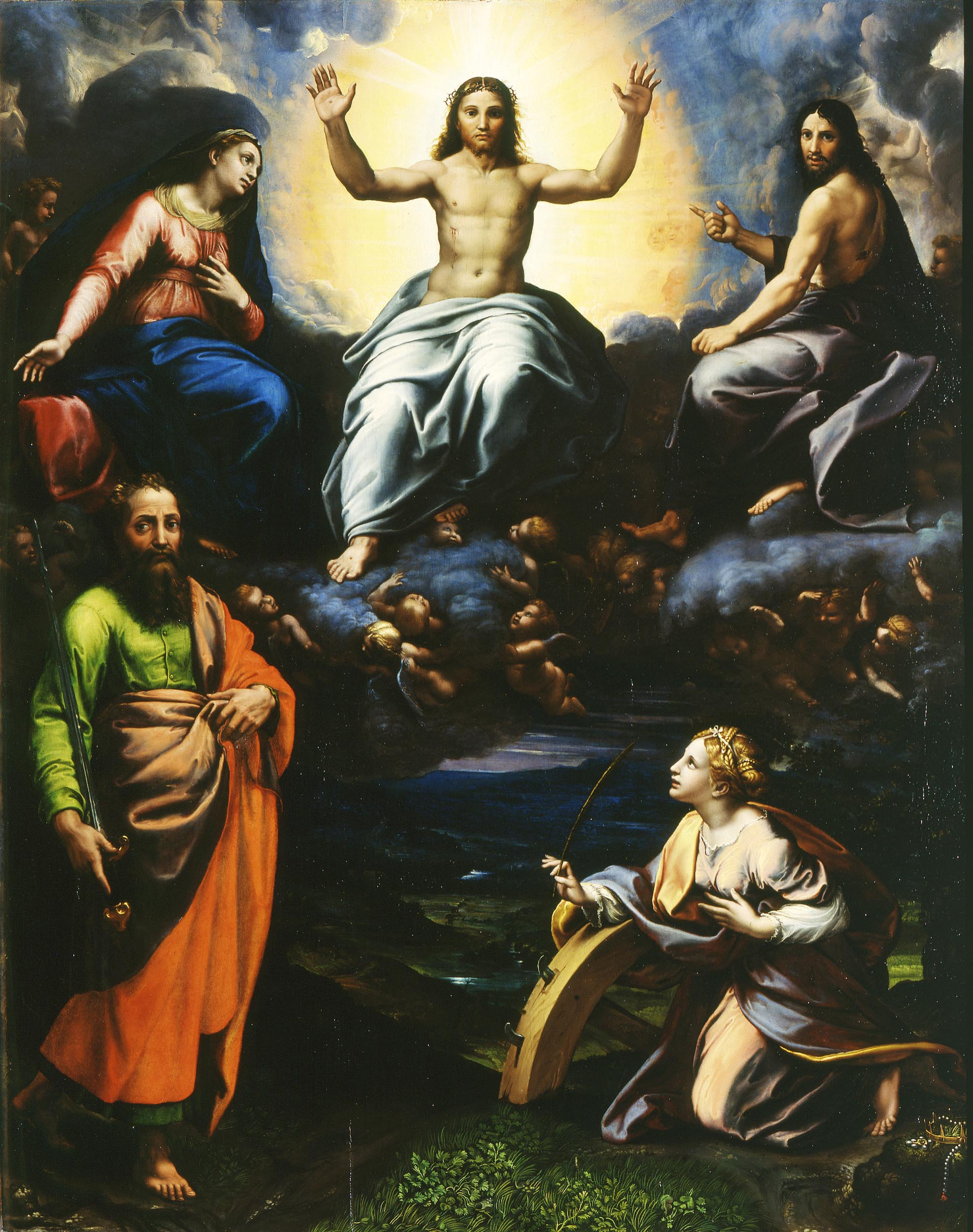
ジュリオ・ロマーノ『聖ペテロと聖カタリナのいるデイシス』 (1520年ごろ) 、パルマ国立美術館

絵画は、上部に聖ペテロと洗礼者聖ヨハネの間にいるイエス・キリストの構図を有しているが、これはラファエロの素描に由来するジュリオ・ロマーノの『聖ペテロと聖カタリナのいるデイシス』 (パルマ国立美術館) にもとづいている。このジュリオ・ロマーノの作品は長い間ラファエロに誤って帰属されていたが、アンニーバレはパルマで見ていたことであろう。
本作はまたコレッジョの強い影響を受けており、そのことにより1597-1598年の制作が裏付けられると主張されている。当時、アンニーバレの作品におけるコレッジョの影響は、ローマの画家たちによって後退してはいなかったからである。しかしながら、1598年以降でも、アンニーバレは、コレッジョと北イタリア一般の画家たちの影響を完全には失っておらず、本作は1598年よりもやや遅い時期の制作であると主張する美術史家たちもいる。本作のマグダラのマリアの顔は、おそらくアンニーバレが見た、ローマのメディチ家所有の有名な古代彫刻ニオビッズ (Niobids) 群像の『ニオベ像』(後にウフィツィ美術館に移転) にもとづいていると主張する研究者もいる。アンニーバレの手になる『ニオベ像』の素描が現存し、彼の何点かの絵画に登場している。